# 曾卓 (政治人物)
曾卓（1409年—？），字瀹沂，江西吉安府永豐縣人，民籍。明朝政治人物。進士出身。

## 生平
江西鄉試第十名。正統十年（1445年）乙丑科會試第八十九名，殿試登進士第三甲第九十三名。

## 家族
曾祖父曾惟昭。祖父曾文清。父亲曾永。